# National Academy of Design
La National Academy of Design è un'associazione onoraria di artisti statunitensi, fondata a New York nel 1825 da Samuel Morse, Asher Durand, Thomas Cole, Martin E. Thompson, Charles Cushing Wright, Ithiel Town e altri per "promuovere le belle arti in America attraverso l'istruzione e le esposizioni."

## Storia
I fondatori originali della National Academy of Design erano studenti dell'American Academy of the Fine Arts. Tuttavia, nel 1825, gli studenti dell'American Academy sentirono una mancanza di sostegno alla formazione da parte dell'Accademia, dal suo consiglio composto da mercanti, avvocati e medici, e dal suo presidente, il pittore John Trumbull.
Samuel Morse e altri studenti iniziarono a fondare un'"associazione di disegno" incontrandosi più volte a settimana per approfondire l'arte del design. Tuttavia, l'associazione era un'organizzazione dipendente dell'American Academy. Ci fu il tentativo di riconciliare le differenze e mantenere una singola accademia nominando sei degli artisti dell'associazione direttori dell'American Academy. Tuttavia, quando quattro dei candidati non furono eletti, gli artisti, delusi, decisero di formare la National Academy of Design.
La scuola mutuò la struttura organizzativa e le sue finalità dalla Royal Academy of Arts di Londra su decisione di Morse, che era stato in precedenza uno studente dell'istituto inglese.